# Zgrada Gradskog muzeja u Subotici
Zgrada Gradskog muzeja u Subotici je zgrada koja je spomenik kulture u Vojvodini. Nalazi se na Trgu Sinagoge 3. U njoj je smješten Gradski muzej u Subotici.
Sagrađena je 1906. godine kao najamna kuća liječnika i poduzetnika Mikse Demetera. Projektirali su ju budimpeštanski arhitekti József i László Vágó, graditelji art nouveaua. Nadahnuće projekta bila im je secesijska arhitektura Beča i Darmstadta.
Od Drugog svjetskog rata do 2007. u zgradi se nalazila tiskarija Minerva.

## Vanjske poveznice
- O zgradi muzeja  Arhivirana inačica izvorne stranice od 12. studenoga 2013. (Wayback Machine)